# 卡韦萨斯鲁维亚斯
卡韦萨斯鲁维亚斯，是西班牙安达卢西亚自治区韦尔瓦省的一个市镇。总面积109平方公里，总人口925人（2001年），人口密度8人/平方公里。